# Institut Sòrab
L'Institut Sòrab (sòrab Serbski Institut, alemany Sorbisches Institut) és una institució fundada el 1952 i refundat el 1992 i que té com a objecte l'estudi de la llengua, la cultura i la història de la sòrabs i wends. Recull materials que s'utilitza per a diverses investigacions i es posa també a disposició del públic.
La seu de l'Institut és a Bautzen (Budyšin), però té una seu de treball a Cottbus (Chóśebuz), compta amb 17 professionals de recerca i 12 persones per a gestió científica i tècnica. Des del 1952 publica la revista cultural Lětopis, encara que darrerament és publicada per l'editorial de Domowina. El director des de 1992 és Dietrich Scholze-Šołta (* 1950).